# Belonochilus numenius

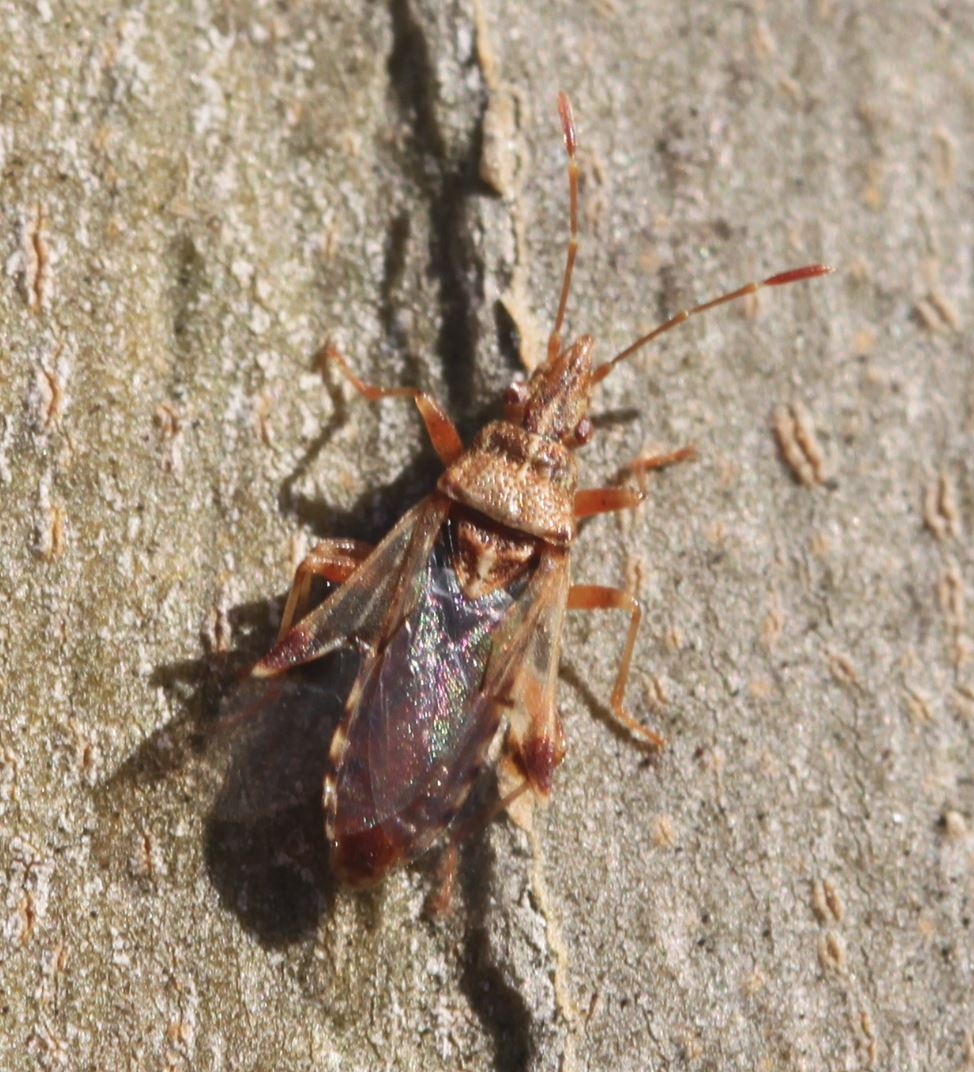
Mit teilweise gespreizten Vorderflügeln

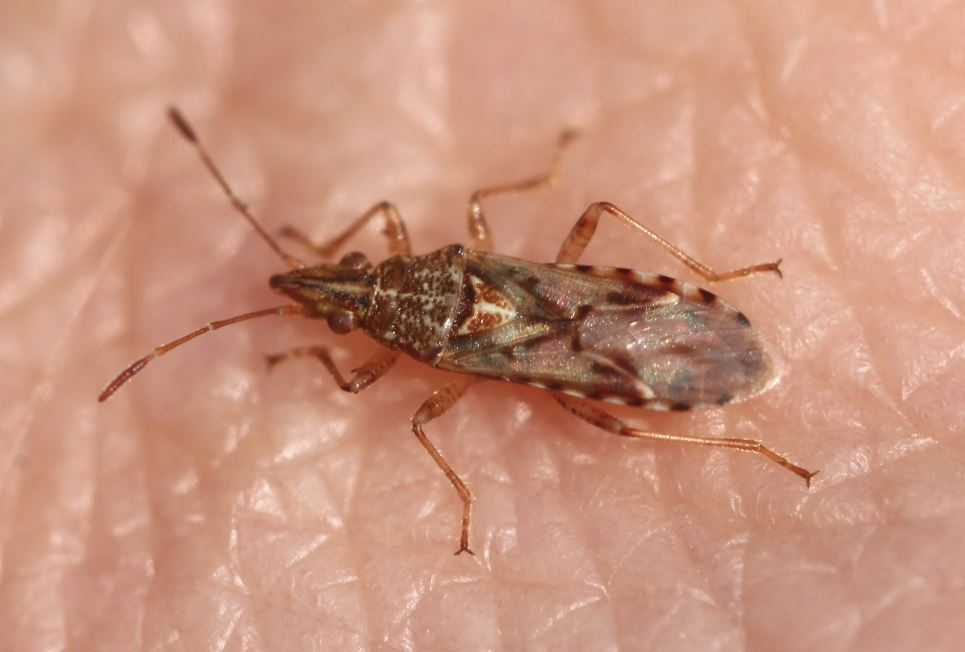

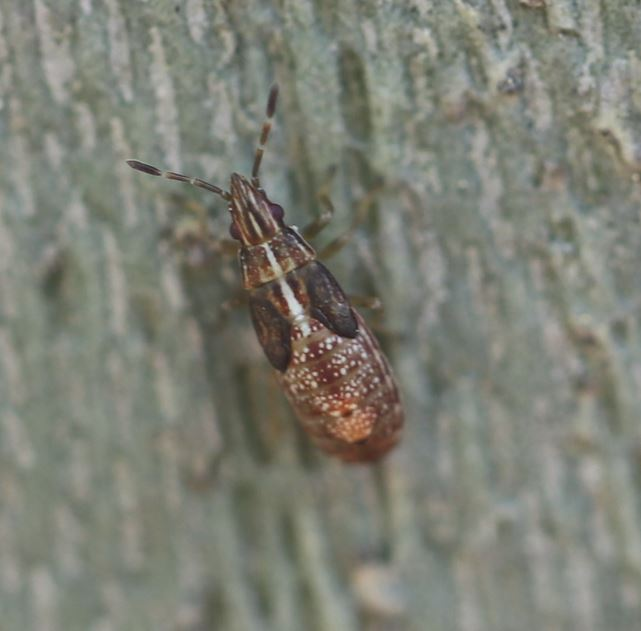
Nymphe

Belonochilus numenius, auch Amerikanische Platanen-Langwanze genannt, ist eine Art in der Familie der Bodenwanzen (Lygaeidae). Die Gattung Belonochilus ist monotypisch, das heißt, sie besteht nur aus einer Art.

## Merkmale
Die schlanken Wanzen sind etwa 5,5 mm lang. Der Kopf ist stark verlängert und verjüngt sich zur Spitze hin. Der Abstand von den Augen zur Kopfspitze ist mehr als doppelt so lang als die Größe der Augen. Die Stirn weist keine Kiele auf. Die seitlichen Ränder des Coriums sind gerade. Sie trägt an den Vorderschenkeln einen einzelnen Dorn. Am Rumpf überlappen seitlich die Mesopleuren die Propleuren. Die Wanze ist überwiegend blass gelb-braun gefärbt. Ein gelber Mittelstrich verläuft über das Pronotum und das Scutellum. Das Corium weist am apikalen Ende einen großen roten oder braunen Fleck auf.

## Verbreitung
Belonochilus numenius ist in der Nearktis (Nordamerika) heimisch. Dort erstreckt sich ihr Verbreitungsgebiet von Neuengland bis Florida sowie über Louisiana und Kalifornien bis nach Mexiko, nördlich bis Ontario. In Europa ist die Art Anfang des 21. Jahrhunderts eingeschleppt worden. Erste Funde datieren aus den Jahren 2008, 2009 und 2010 aus Frankreich, Spanien, Italien, Österreich und Tschechien., seitdem hat sie sich rasch über nahezu ganz Europa ausgebreitet. In Deutschland ist die Art mittlerweile auch vertreten, Erstnachweis war 2012 nahe Rastatt (Baden-Württemberg).
Die Art schädigt die befallenen Platanen nur unwesentlich. Sie gilt aber inzwischen in Katalonien als Lästling, weil fliegende Wanzen zu Tausenden in Häuser eindringen können (ähnlich der in Mitteleuropa verbreiteten Birkenwanze).

## Lebensweise
Belonochilus numenius lebt an verschiedenen Platanen (Platanus), darunter Amerikanische Platane (Platanus occidentalis),
Kalifornische Platane (Platanus racemosa) und Ahornblättrige Platane (Platanus × acerifolia), die ihre Wirts- und Futterpflanzen darstellen. Imagines werden oft auf Blättern angetroffen, die Nymphen saugen aber ausschließlich an den Früchten. Die Art überwintert im Eistadium in den auf den Boden gefallenen Sammelfrüchten (Fruchtköpfen). Die im folgenden Frühjahr schlüpfenden Nymphen der ersten Generation saugen an den am Boden liegenden Nüsschen in den, jetzt überwiegend zerfallenen, Sammelfrüchten. Die voll entwickelten Imagines fliegen auf die Wirtsbäume, wo sie ihre Eier ablegen. Nymphen der Sommergenerationen saugen an den sich entwickelnden Fruchtständen am Baum selbst. Die Art bildet pro Jahr 3 bis 4 Generationen. Die ausgewachsenen Wanzen beobachtet man im Südwesten Deutschlands bis in die zweite Januarhälfte hinein.